# Neogonodactylus albicinctus
Neogonodactylus albicinctus is een bidsprinkhaankreeftensoort uit de familie van de Gonodactylidae. De wetenschappelijke naam van de soort is voor het eerst geldig gepubliceerd in 1979 door Manning & Reaka.